# Route 66

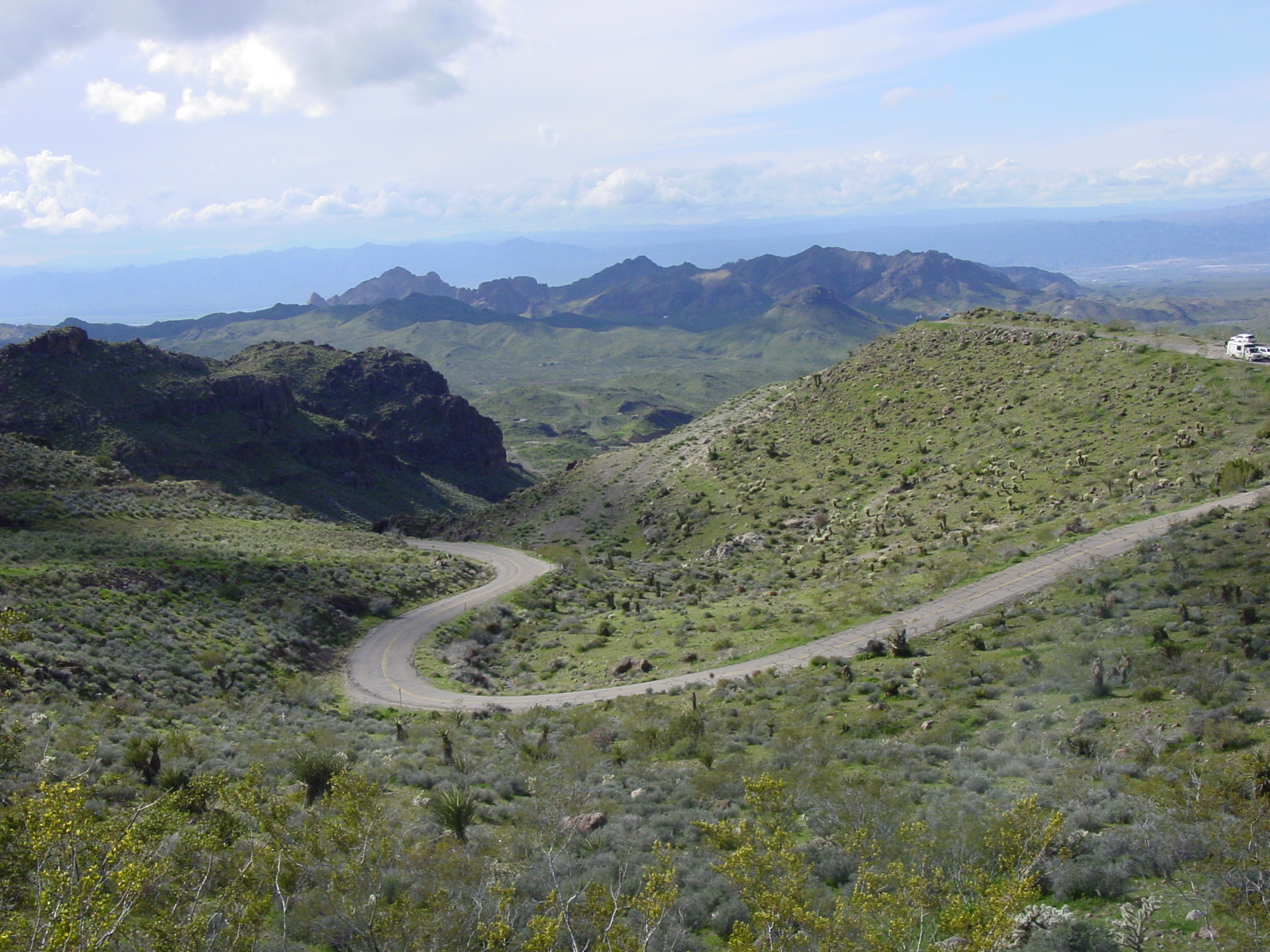
Route 66 w Arizonie

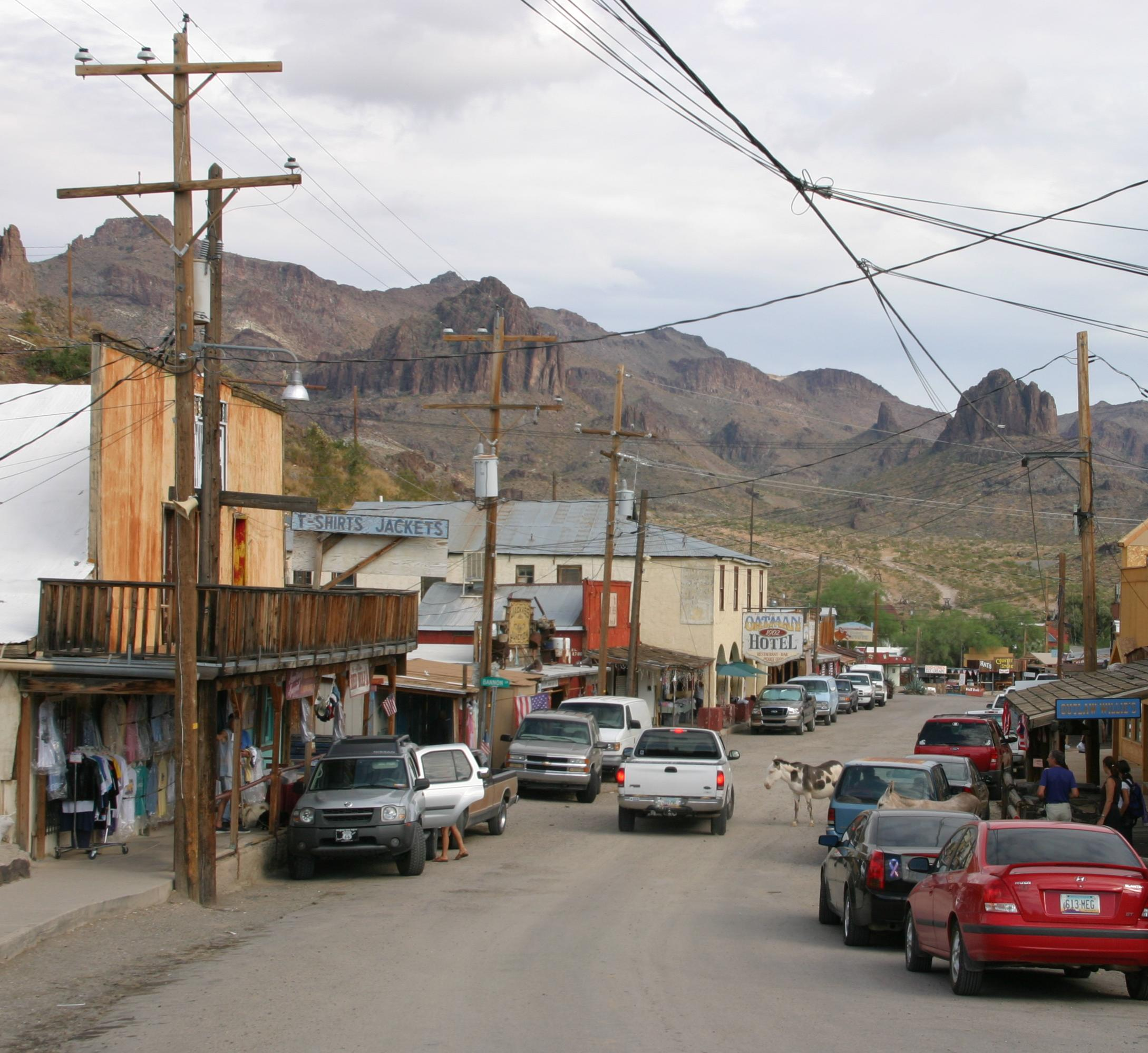
Route 66 w Oatman, Arizona

U.S. Route 66 lub też Route 66 (popularnie Mother Road pol. Droga-matka lub  Autostrada Willa Rogersa) – otwarta 11 listopada 1926 roku trasa drogowa w USA o długości 2448 mil (3939 km) łącząca Chicago z Los Angeles, a od 1936 przedłużona do Santa Monica. Przebiegała przez stany Illinois, Missouri, Kansas, Oklahomę, Teksas, Nowy Meksyk, Arizonę i Kalifornię.

## Historia
Na przestrzeni swojego istnienia Droga 66 przeszła wiele przeróbek i napraw. Między innymi przedłużono ją o odcinek z Los Angeles do Santa Monica. Wbrew krążącym w Ameryce legendom nie kończyła się w wodach Pacyfiku; w rzeczywistości kończyła się u zbiegu z ówczesną autostradą US-101, biegnącą wzdłuż wybrzeża oceanu.
Całość trasy uzyskała utwardzoną nawierzchnię w 1938 roku. Swoją największą świetność przeżywała w okresie wielkiego kryzysu lat 30. ubiegłego stulecia. Była wtedy główną magistralą wiodącą fale migrantów ku zachodowi, głównie do Kalifornii, szczególnie w okresie słynnych burz pyłowych na obszarze Środkowego Zachodu Stanów Zjednoczonych (ang. Dust Bowl), gdzie w latach 30., podczas długotrwałej suszy, gwałtowne wiatry wywiewały zerodowaną, górną warstwę ziem uprawnych, zostawiając nieurodzajną pustynię.
Trasa przez swe powstanie stała się nitką komunikacyjną rozwijającą gospodarkę miejscowości znajdujących się przy niej. Mieszkańcy miejscowości, którzy żyli z usług (stacje benzynowe, motele i hotele, punkty zbiorowego żywienia, warsztaty naprawcze, handel), starali się bronić Route 66, gdy jej istnienie zostało zagrożone powstaniem międzystanowej sieci autostrad (ang. Interstate Highway System) w latach 50.
Route 66 została oficjalnie skreślona z listy autostrad krajowych 27 czerwca 1985, kiedy została zastąpiona przez autostradę Interstate 40. Uznano wtedy, że istniejące jeszcze jej odcinki nie odpowiadają wymogom nowoczesnych dróg międzystanowych.
W 2005 roku odcinki U.S. Route 66 przebiegające przez stany Illinois, Nowy Meksyk i Arizona zostały uznane za narodową drogę krajobrazową o nazwie  Historic Route 66. Łączna długość drogi na tych odcinkach wynosi 2269,2 km i stanowi popularną atrakcję turystyczną.

## Znaczenie drogi w kulturze
Route 66 była inspiracją dla wielu twórców. Exodus osadników na zachód w latach 30. XX wieku opisał John Steinbeck w powieści Grona gniewu. W 1946 r. Bobby Troup napisał piosenkę Get Your Kicks on Route Sixty Six po swojej podróży tą trasą (swoje wersje tego standardu nagrały m.in. The Rolling Stones i Depeche Mode). Do legendy Route 66 nawiązuje też animowany film Auta z 2006 r. w reżyserii Johna Lassetera. Do filmów związanych z drogą należą również Urodzeni mordercy. Ostatnia z książek Carol O’Connell z cyklu powieści o detektyw Kathy Mallory, wydana w r. 2006 Find Me (brytyjski tytuł Shark Music), rozgrywa się niemal w całości na Route 66 i jej legenda odgrywa kluczową rolę w powieści. Logo Route 66 pojawia się również jako pionek w popularnej grze Monopoly: Świat. W latach 1960–1964 wyświetlany był również serial telewizyjny Route 66 o przygodach dwóch łowców przygód. Zaś w roku 1972 45-letni obywatel RPA John Ball przebiegł z Kalifornii do Chicago Route 66. Przebiegnięcie trasy zajęło 54 dni.

## Galeria zdjęć

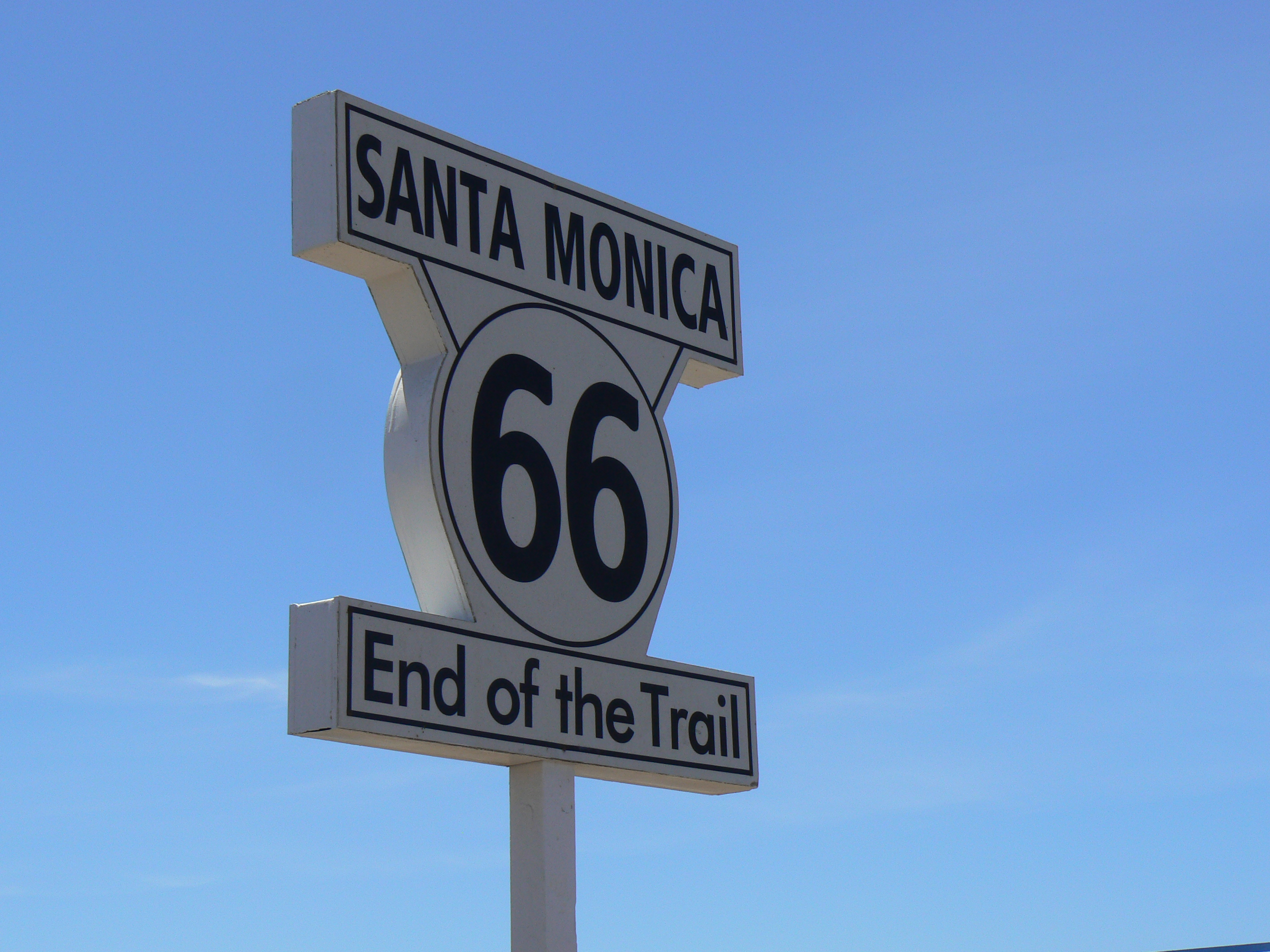
Koniec Route 66 w Santa Monica pod Los Angeles
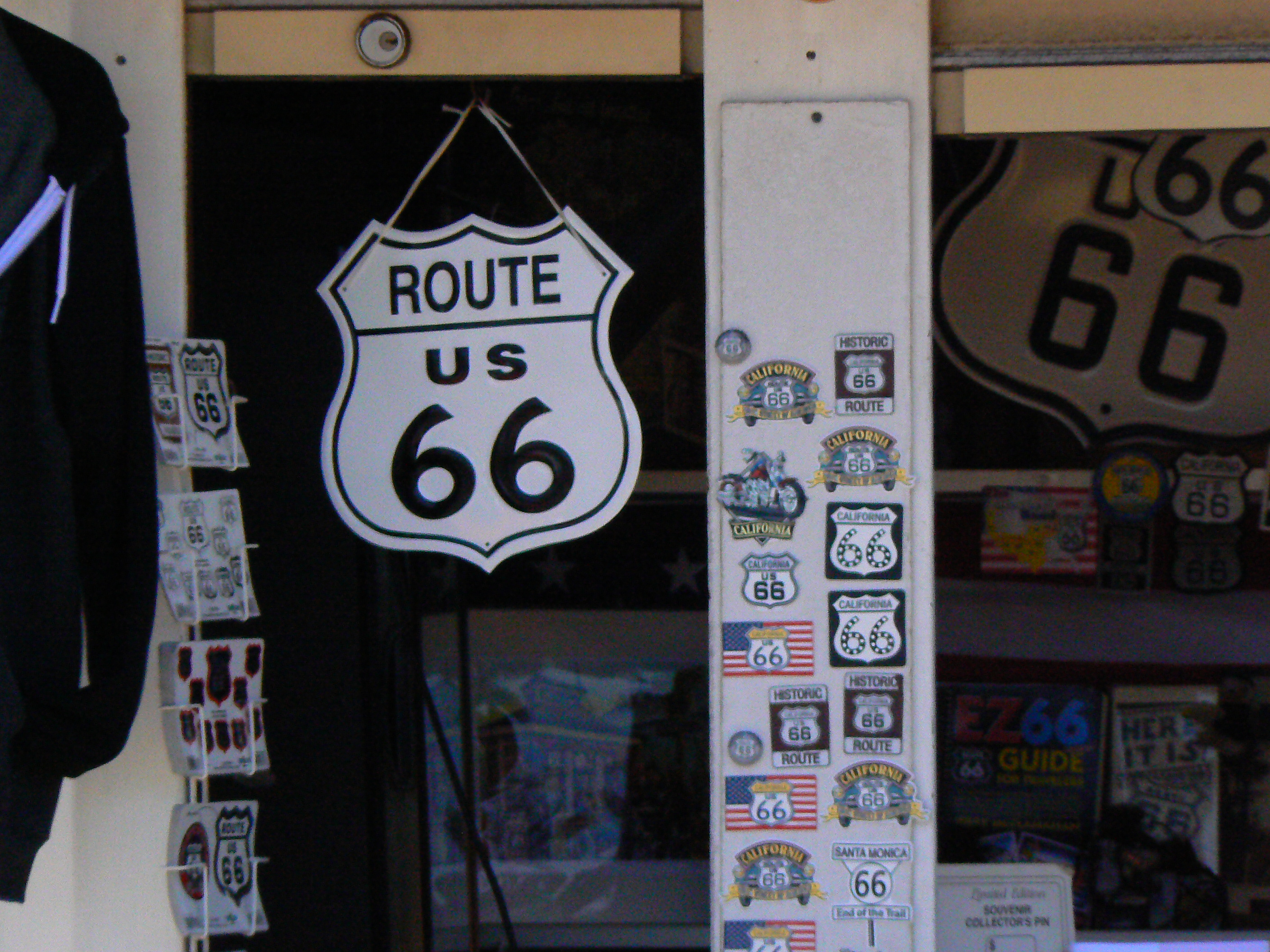
Sklep z pamiątkami związanymi z trasą 66 w Santa Monica
Logo trasy w Kalifornii
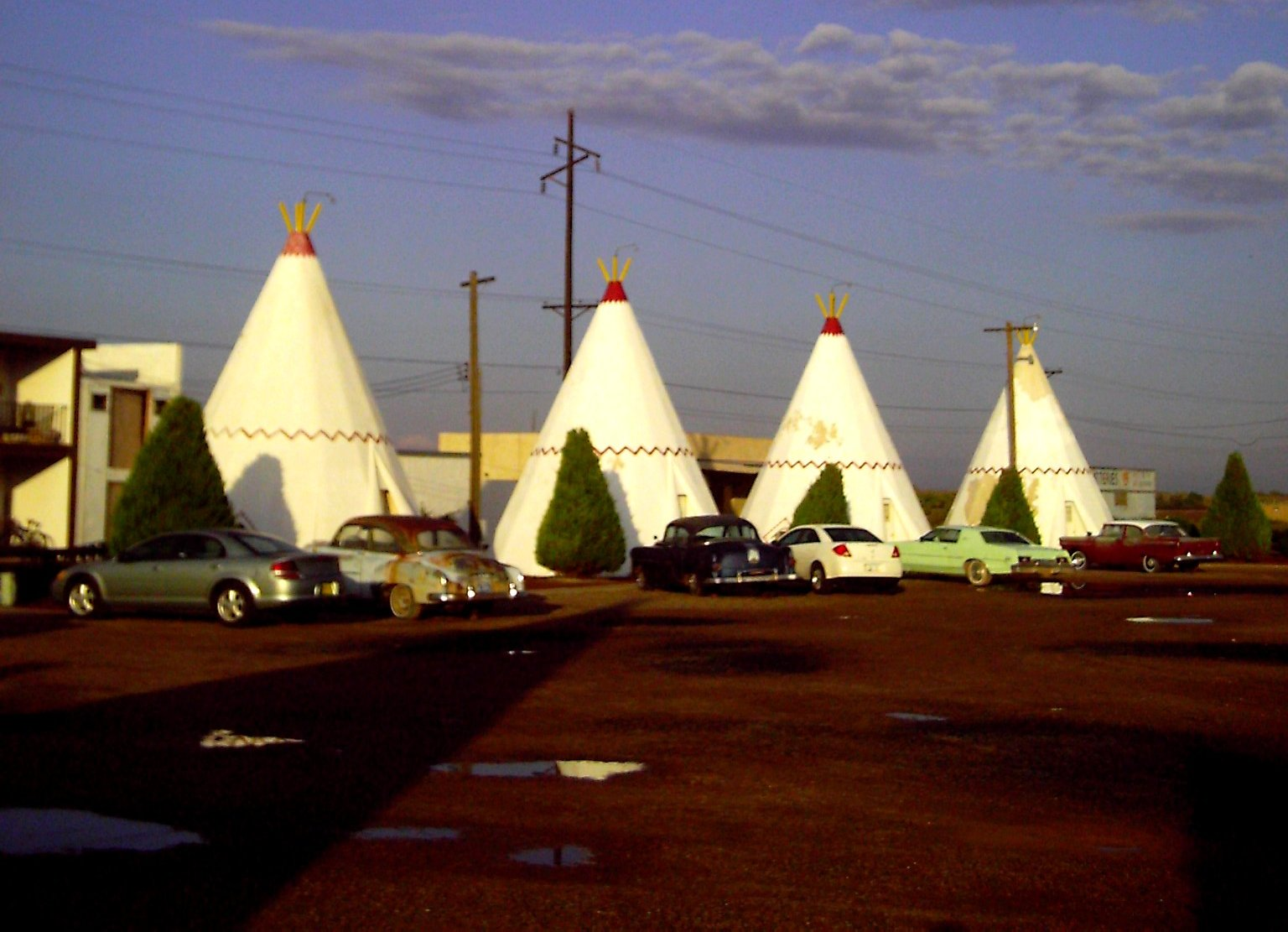
Motel Wigwam w Holbrook w Arizonie